# Cherax pulcher
Cherax pulcher là một loài tôm hùm trong họ Parastacidae. Nó là loài đặc hữu của Indonesia.
Đây là vật nuôi làm cảnh phổ biến ở châu Á, châu Âu và Bắc Mỹ.

## Phát hiện
Loài tôm này được mô tả năm 2015.Christian Lukhaup xác định loài tôm này và đặt danh pháp Cherax pulcher, với "pulcher" có nghĩa là "tuyệt đẹp" theo tiếng Latin. Ông mô tả sinh vật mới trên tạp chí ZooKeys. Loài tôm này được phát hiện ở khu vực Hoa Creek, gần ngôi làng Teminabuan ở tỉnh Tây Papua, Indonesia. Dù loài tôm này đã được bán từ đầu những năm 2000, không ai biết đây là loài gì và đến từ đâu.

## Đặc điểm
Loài này có hai nhóm màu phổ biến, bao gồm trắng, xanh dương, tím và xám xanh, xanh dương, trắng. Cherax pulcher khác với các loài tôm hùm khác ở hình dạng càng, cơ thể và màu sắc. Chúng có chiều dài khoảng 12 cm. Phần cơ thể lớn hơn giúp con tôm thích nghi với những dòng chảy nhanh có lượng oxy hòa tan cao hơn.